# Filippo Patroni Griffi
Filippo Patroni Griffi (ur. 27 sierpnia 1955 w Neapolu) – włoski prawnik, urzędnik państwowy, w latach 2011–2013 minister do spraw administracji publicznej i deregulacji w rządzie Maria Montiego, sekretarz rządu Enrica Letty.

## Życiorys
Wywodzi się z arystokratycznej rodziny. Ukończył studia prawnicze na Uniwersytecie w Neapolu. Od 1979 związany z administracją państwową. W latach 1980–1983 był pretorem w prowincji Potenza. Pracował też jako asystent w sądzie konstytucyjnym. Pełnił funkcje doradcy prawnego w gabinetach politycznych różnych ministrów, w latach 1998–1999 kierował gabinetem politycznym ministra ds. reformy instytucjonalnej. Od 1986 zawodowo związany z Radą Państwa, w 2009 został prezesem jednej z sekcji.
29 listopada 2011 objął urząd ministra do spraw administracji publicznej i deregulacji w gabinecie Maria Montiego. Zakończył urzędowanie 28 kwietnia 2013. Dzień wcześniej kandydat na premiera Enrico Letta ogłosił jego nominację na urząd sekretarza rządu, funkcję tę pełnił do lutego 2014. W 2018 został przewodniczącym Rady Stanu. W styczniu 2022 zaprzysiężony na sędziego Sądu Konstytucyjnego.
Odznaczony Orderem Zasługi Republiki Włoskiej I (2013), II (2005) i III (1991) klasy.